# كونستانس ماير
كونستانس ماير (بالفرنسية: Constance Mayer)‏ هي رسامة فرنسية، ولدت في 9 مارس 1774 في شوني في فرنسا، وتوفيت في 26 مايو 1821 في باريس في فرنسا بسبب استنزاف.

## معرض صور

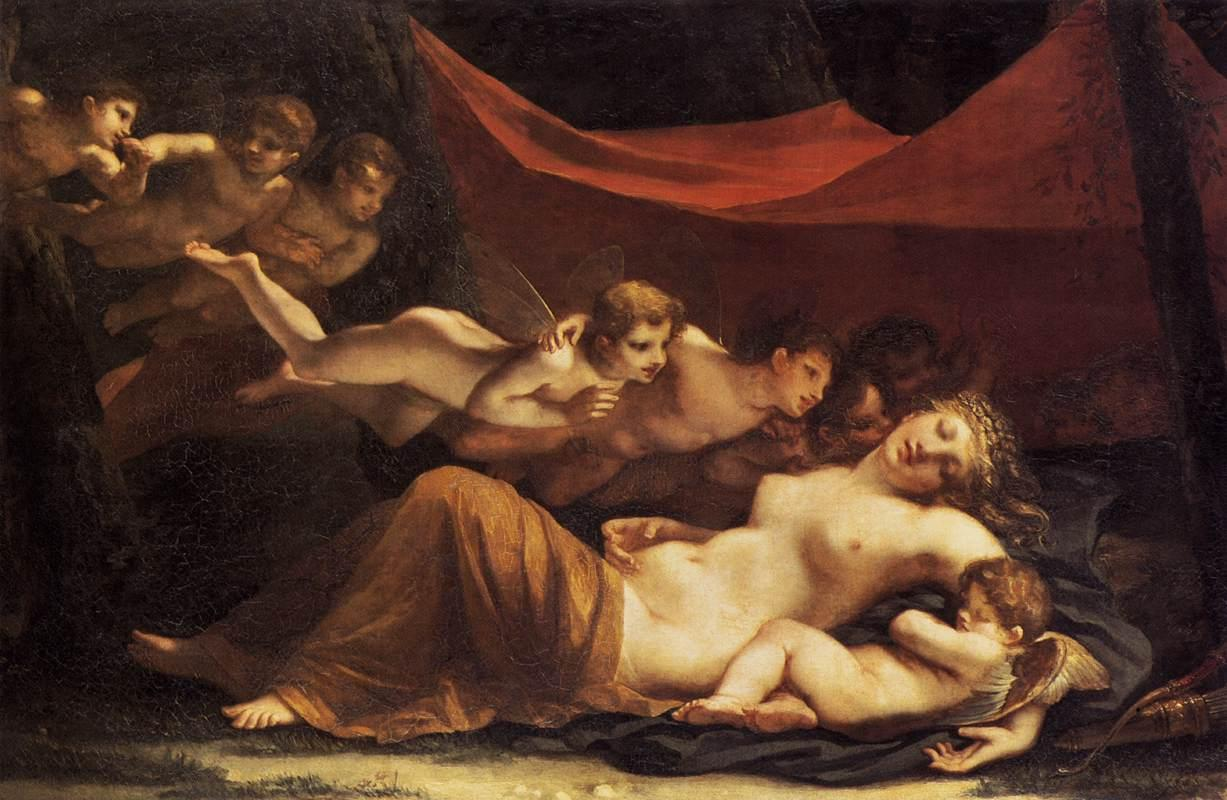
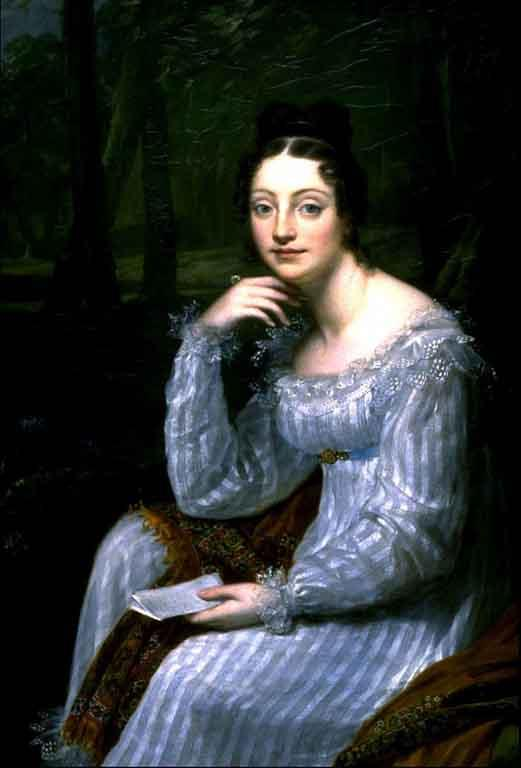
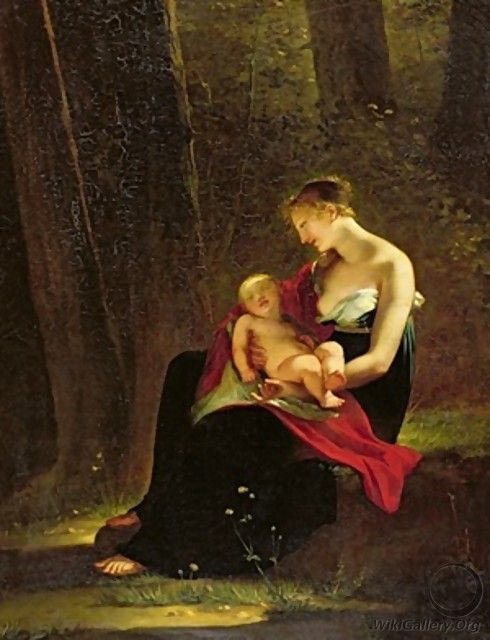
L'heureuse mère, Musée du Louvre, Paris